# Vibe Termansen
Vibe Termansen (født 1977 i Esbjerg) er en dansk historiker og journalist med speciel interesse for Centraleuropa.
Derudover er hun også børnebogsforfatter.
Termansen er uddannet cand.mag. fra Københavns Universitet.
Hun har arbejdet på den danske ambassade i Warszawa og været tilknyttet Weekendavisen, Information
og Demokrati i Europa Oplysningsforbundet.
Termansen udgav i 2019 Kampen om Centraleuropa på Gads Forlag.
Hun optræder fra tid til anden som ekspert i medierne herunder DR2's Deadline.
Af børnebøger har Termansen blandt andet udgivet Spillemand - Kim Larsen i 2020.